# Дуб каліпринський
Каліпринський або палестинський дуб (Quercus coccifera calliprinos) — підвид чи варіація кермесового дуба. Поширений у східному Середземномор'ї, від Туреччини і Алжиру до Близького Сходу.
Це невелике дерево або великий кущ, що може досягати 5-18 м заввишки, хоча зазвичай лише 1-3 м, якщо обгризається козами, діаметр стовбура може досягати 1 м. Це вічнозелена рослина із листям з гострими зазубринами, 3-5 см завдовжки і 1,5-3 см завширшки. Жолуді 3-4 см завдовжки і 2-3 см діаметром, визрівають через 18 місяців після запилення.